# 日テレグループ企画
株式会社日テレグループ企画（にっテレグループきかく、英: NTV Group planning Inc.）は、日本テレビ放送網系列放送局（NNS）の地方制作プロダクションの経営関連業務を行う企業。

## 概要
1979年に日本テレビ制作技術局映画部が分離独立する形で株式会社エヌ・ティ・ビー映像センターとして設立され、番組制作を行っていた。
2007年4月のグループ会社再編に伴い、日本テレビエンタープライズ、日本テレビビデオ、日本テレビアートとの吸収分割により重複業務の整理が行われ、株式会社日テレ・グループ・ホールディングスに商号を変更。日テレ・テクニカル・リソーシズ(技術部門。新設)、日テレアックスオン(制作部門。1970年設立の日本テレビビデオより改名)、日テレイベンツ(イベント部門。1975年設立の日本テレビエンタープライズより改名)、日本テレビアート(美術部門。1967年に設立、究美企画→1991年よりNTVアートセンター→1996年より現社名)を束ねる中間持株会社となった。この際、代表取締役会長に間部耕苹(前職は日本テレビ代表取締役相談役・元同社長)、同社長に徳市慎治(前職は日本テレビ執行役員バップ代表取締役会長)が就任。NTV映像センター代表取締役社長だった吾妻光良は日テレ・テクニカル・リソーシズ代表取締役社長に就任。他3社の代表取締役会長及び同社長はそれぞれ前身会社の同職者が就任。
2012年10月1日に日本テレビが放送持株会社の日本テレビホールディングス発足に伴い、株式会社日テレグループ企画に商号を変更。中間持株会社から地方制作プロダクションの経営関連業務に携わる事業会社となり、傘下だった4社は日本テレビホールディングスの子会社に移行。日テレ・グループ・ホールディングス代表取締役社長だった舛方勝宏は会長・日本テレビホールディングス取締役(非常勤)に就任(同時に兼務をしていた傘下4社などの役職を辞任)。

## 役員
- 代表取締役社長：田代早苗
- 取締役：酒巻和也、早坂浩仁
- 監査役：小谷素子

### 元役員
- 代表取締役会長：間部耕苹、舛方勝宏
- 代表取締役社長：吾妻光良、徳市慎治、舛方勝宏、花房秀治、杉本敏也、畔柳裕
- 取締役副社長：山根義紘
- 専務取締役：吉岡正敏、花房秀治、黒崎忠男
- 常務取締役：棚橋雅明、大島悦郎
- 取締役：桜田和之、石澤顕、広江潤、足立久男、林隆一郎、勝見明久、大久保好男、小林裕孝、小杉善信、氏家齊一郎、新井修一郎、村上孝一、渡辺弘、片岡朋章、井上健、宮林聡、根岸豊明、田代早苗、高田元広、石澤顕

- 執行役員：西野三樹夫、進藤卓、木村誠宏、吾妻光良、高木正一、三木猛彦
- 監査役：小松伸生、細川知正、能勢康弘、二片陽一、佐藤大太郎

## 関連会社
- 西日本映像株式会社（福岡放送子会社）
- 株式会社KKTイノベート（熊本県民テレビ関連会社、西日本映像熊本支社を分社化）
- 株式会社長崎ビジョン（長崎国際テレビ関連会社　西日本映像子会社）
- 株式会社鹿児島ビジョン（鹿児島讀賣テレビ関連会社）
- 株式会社金沢映像センター（テレビ金沢関連会社）
- 株式会社プロメディア新潟（テレビ新潟放送網子会社）